# Rádió Fun
A Rádió Fun egy Hajdú-Bihar megyei regionális kereskedelmi rádió volt 2007. december 6-tól 2010. április 30-ig.

## Története
A Rádió Fun 2007. december 6-tól sugározta műsorát az éterben Debrecen környékén. Tulajdonosa Pocsai Attila, illetve a Kelet Rádió Kft. volt. A nap 24 órájában működő rádió szlogenjei többek közt ezek voltak: „A legjobb szórakozás”, „Valóban változatosan”, „Hajdú-Bihar megye legnagyobb körzeti rádiója”.
A rádió zenei kínálata folyamatosan bővült. Először még a Buborék című reggeli ébresztő műsor és a Retour című 5 órás kívánságműsor volt hallható. Előbbi műsort a debreceni médiában évek óta jelen levő Magyarosi Marianna vezette, a délutáni 5 órás Retourt 15 órától 20 óráig az egész ország által ismert énekes-és műsorvezető, Kasuba L. Szilárd. A kezdetektől ott van a rádió életében Mester Tamás, aki elsősorban sportműsorával vált ismertté korábban egy másik rádióból, de időnként ő is vezette a Retourt.
Nem kellett sokáig várni az új műsorvezetőkre, 2008 márciusában Gábor Betti, a Desperado énekesnője is a csapat tagjává vált, és majdnem egy évig vezette az 5 órás Retourt minden hétfőn, kedden és szerdán. Mellette még új műsorvezetőként bemutatkozott Czinege Levente, júniusban pedig Rajity Szandra és Daróczi Szilárd csatlakozásával lassan kialakult a rádió konkrét arculata.
A Debrecenben fogható a rádió (95,6 MHz) 2008. július 2-től Hajdúböszörmény (98,9 MHz) és Hajdúszoboszló (100,6 MHz) környékén is fogható lett, így Hajdú-Bihar megye legnagyobb körzeti rádiójává vált. Többek közt ez lett a rádió egyik szlogenje is, ami több szignálban is elhangzott.
2008 decemberében a rádió megünnepelte egyéves születésnapját, méghozzá egy ünnepi élő kívánságműsorral a Debrecen Plázában, ahol a műsorral párhuzamosan több élő fellépés is zajlott.
Az ünneplés 6-án tovább folytatódott a rádióban, egész nap különböző játékok folytak, a nyertesek pedig nagyszerű Rádió Fun-os ajándékcsomagokat nyerhettek (nem voltak skótok).
2009-ben Gábor Betti és Daróczi Szilárd búcsút intett a rádiónak. Februárban Juhász Kund és Molnár Gina (Krisztina) lettek az új műsorvezetők.
2010-ben a rádió gazdasági okokból megszűnt, az összes dolgozót elbocsátották. A frekvenciát a budapesti székhelyű Gazdasági Rádió vette meg.

## Zenei kínálata
A Rádió Fun több szempontból is egyedi volt, eltért a többi rádiótól. A kínálat az 1950-es évektől kezdve egészen a 2000-es évek legfrissebb számaiig tartalmazott zenéket. A jóval több, mint tízezres választék mindenki számára nyitott, megtekinthető volt a honlapon. A rádió büszkesége volt, hogy minden zenébe 30 másodperc erejéig bele is lehetett hallgatni. A Retour-ban, az 5 órás kívánságműsorban a Zenei Kínálatból is lehetett dalt kérni. Érdekesség, hogy ez a rádió nem csak toplistás, kislemezes dalokat játszott, hanem előszeretettel adta egy-egy frissen megjelent album egyéb dalait is, amelyeket a legtöbb rádióban nem játszottak. A rádió további különlegessége volt, hogy számtalan lehetőség állt a hallgatók előtt arra, hogy kedvencüket kérjék.

## Frekvenciák
- Debrecen: 95,6 MHz
- Hajdúböszörmény: 98,9 MHz
- Hajdúszoboszló: 100,6 MHz

## Műsorvezetők, munkatársak
Műsorvezetők
- Juhász Kund
- Molnár Gina
- Rajity Szandra
- Kasuba L. Szilárd
- Czinege Levente
- Noé Almási Sára
- Magyarosi Marianna

Munkatársak
- Sóvágó Kriszta - hírszerkesztő
- Szűcs Viktor - hírszerkesztő
- Aszalós Eszter - hírszerkesztő
- Sajtos Sándor (Sajti) - technikus
- Hadházi Ildikó - értékesítési és operációs vezető

Egykori munkatársak
- Váncsodi Lajos
- Csatlós Pál
- Fazekas Árpád
- Bákay Tünde
- Sepovics Rita
- Hadházi Ildikó
- Tóth Hanga

Egykori műsorvezetők
- Fejes Melinda
- Bozsányi Fruzsina
- Burai Árpád
- Gábor Betti
- Mester Tamás
- Bara Pál
- Gál Tamás
- Daróczi Szilárd
- Koroknai-Kovács Nóra
- Zoltán Erika
- Szendi Hajni
- Végh Viki
- Kiss Mónika
- Orosz Gábor
- Keserű Tamás
- Till Szabolcs